# Міллбрук 27
Міллбрук 27 (англ. Millbrook 27) — індіанська резервація в Канаді, у провінції Нова Шотландія, у межах графства Колчестер.

## Населення
За даними перепису 2016 року, індіанська резервація нараховувала 860 осіб, показавши зростання на 1,5%, порівняно з 2011-м роком. Середня густина населення становила 243,4 осіб/км².
З офіційних мов обидвома одночасно володіли 15 жителів, тільки англійською — 845. Усього 75 осіб вважали рідною мовою не одну з офіційних, з них 65 — одну з корінних мов.
Працездатне населення становило 51,3% усього населення, рівень безробіття — 13,1%.
Середній дохід на особу становив $23 512 (медіана $17 173), при цьому для чоловіків — $25 753, а для жінок $21 508 (медіани — $17 408 та $17 008 відповідно).
23,5% мешканців мали закінчену шкільну освіту, не мали закінченої шкільної освіти — 28,6%, 47,1% мали післяшкільну освіту, з яких 28,6% мали диплом бакалавра, або вищий.
| Статево-вікова структура населення | Статево-вікова структура населення | Статево-вікова структура населення | Статево-вікова структура населення | Статево-вікова структура населення |
| ---------------------------------- | ---------------------------------- | ---------------------------------- | ---------------------------------- | ---------------------------------- |
|                                    |                                    |                                    |                                    |                                    |
| Всього                             | Всього                             | 48,3%51,7%                         |                                    |                                    |
| 0 — 14 років                       | 0 — 14 років                       |                                    | 25,4%                              | 25,4%                              |
| 15 — 64 років                      | 15 — 64 років                      |                                    | 64,2%                              | 64,2%                              |
| 65 і більше                        | 65 і більше                        |                                    | 10,4%                              | 10,4%                              |
| 85 і більше                        | 85 і більше                        |                                    | 2,3%                               | 2,3%                               |
| Середній вік (років)               | Середній вік (років)               | 33,835,6                           | 34,7                               | 34,7                               |
| Медіана (років)                    | Медіана (років)                    | 31,433,3                           | 32,4                               | 32,4                               |
| — чоловіки — жінки                 |                                    |                                    |                                    |                                    |

| Походження мешканців:     | Походження мешканців:     | Походження мешканців: | Походження мешканців: | Походження мешканців: |
| ------------------------- | ------------------------- | --------------------- | --------------------- | --------------------- |
| Походження                |                           |                       | осіб                  | %                     |
| Корінні американці        | Корінні американці        |                       | 720                   | 88.89%                |
| Інше північноамериканське | Інше північноамериканське |                       | 40                    | 4.94%                 |
| Європейське               | Європейське               |                       | 255                   | 31.48%                |
| британське                | британське                |                       | 145                   | 17.9%                 |
| французьке                | французьке                |                       | 60                    | 7.41%                 |
| українське                | українське                |                       | 10                    | 1.23%                 |
| Африканське               | Африканське               |                       | 25                    | 3.09%                 |
| Азійське                  | Азійське                  |                       | 10                    | 1.23%                 |

## Клімат
Середня річна температура становить 5,8°C, середня максимальна – 22,3°C, а середня мінімальна – -12,8°C. Середня річна кількість опадів – 1 256 мм.
| Клімат поселення                              | Клімат поселення | Клімат поселення | Клімат поселення | Клімат поселення | Клімат поселення | Клімат поселення | Клімат поселення | Клімат поселення | Клімат поселення | Клімат поселення | Клімат поселення | Клімат поселення | Клімат поселення |
| Показник                                      | Січ.             | Лют.             | Бер.             | Квіт.            | Трав.            | Черв.            | Лип.             | Серп.            | Вер.             | Жовт.            | Лист.            | Груд.            |                  |
| Середній максимум, °C                         | −1,35            | −0,66            | 3,66             | 9,38             | 15,27            | 20,38            | 22,32            | 22,02            | 17,82            | 12,16            | 7,04             | 0,44             |                  |
| Середня температура, °C                       | −7,09            | −6,4             | −2,09            | 3,62             | 9,53             | 14,62            | 18,31            | 18,00            | 13,80            | 8,16             | 3,02             | −3,55            |                  |
| Середній мінімум, °C                          | −12,83           | −12,14           | −7,83            | −2,13            | 3,78             | 8,88             | 14,30            | 14,00            | 9,80             | 4,16             | −0,99            | −7,56            |                  |
| Норма опадів, мм                              | 117              | 96               | 103              | 95               | 98               | 92               | 92               | 96               | 100              | 112              | 128              | 127              |                  |
| Середньомісячна швидкість вітру, м/с          | 5.45             | 5.32             | 5.28             | 4.98             | 4.49             | 4.07             | 3.77             | 3.69             | 4.16             | 4.83             | 5.24             | 5.65             |                  |
| Середньомісячна сонячна радіація, кДж/м²·день | 4966             | 8265             | 12065            | 14905            | 18080            | 20335            | 20123            | 17723            | 13471            | 8591             | 4933             | 3766             |                  |
| --------------------------------------------- | ---------------- | ---------------- | ---------------- | ---------------- | ---------------- | ---------------- | ---------------- | ---------------- | ---------------- | ---------------- | ---------------- | ---------------- | ---------------- |
| Джерело:                                      |                  |                  |                  |                  |                  |                  |                  |                  |                  |                  |                  |                  |                  |